# Solomonovo
Solomonovo (ukrajinsky Соломоново, maďarsky Tiszasalamon, slovensky Šalamúnová) je obec v čopské městské komunitě, v okrese Užhorod v Zakarpatské oblasti Ukrajiny při trojmezí se Slovenskem a Maďarskem, 2 km západně od města Čop. Jedná se o nejzápadnější sídlo Ukrajiny, na katastru obce leží také nejzápadnější bod Ukrajiny – mrtvé rameno Mertva Tisa. V Solomonovu žije 1 300 obyvatel (2007), z toho 70 % Maďarů a 29 % Ukrajinců.

## Historie
První písemná zmínka je z roku 1281 a uvádí se v ní, že ves patřila šlechtici jménem Petr. V průběhu 13.–14. století byla vesnice známa pod názvy „Salamu“, „Solomon“ či „Salamon“. Je možné, že název pochází od jména vlastníka – Šalamouna (Solomona). V 12. století tu vládli šlechtici z Trebišova (Slovensko), kteří vládu v roce 1300 předali užhorodskému nadžupanu Petru Petuniovi. V první polovině 14. století se majitelem stal hrabě Druget. Ve 30. letech 14. století ve vsi existoval katolický kostel, který v průběhu reformace byl protestantský, potom se stal zase katolickým..
V 1427 roce byla ves považována za průměrně velké sídliště. V 16. století se počet obyvatelů značně zmenšil. V roce 1588 podléhalo dani pouze 9 rolnických hospodářství. V roce 1599 bylo ve vsi 20 rolnických domácností, kostel, škola.
Prameny ze 17. století řadí Solomonovo k maďarským sídlům.
V roce 1923 založili českoslovenští legionáři s rodinami na zbytkovém statku o rozloze 250 hektarů severně od železniční trati osadu Stráž pri Čope (ukrajinsky Страж, maďarsky Strázs). Legionářům tehdy nabídlo nově vzniklé Československo zemědělskou půdu na východním Slovensku a Podkarpatsku, uvolněnou pozemkovou reformou z panství Odescalchi. Rodiny nejprve žily v provizorních prostorách, pak si postavily domy; do osady se přistěhovalo i několik rusínských obyvatel. Ve Stráži byla železniční zastávka Stráž pri Čope a dodnes se železniční hraniční přechod Čop - Čierna nad Tisou nazývá na ukrajinské straně Straž (ukrajinsky Страж).
23. listopadu 1944 byla ves osvobozena od německých vojsk jako jedno z posledních obývaných sídel současné Ukrajiny.
Při předání Podkarpatské Rusi Sovětskému svazu v roce 1945 byl železniční uzel Čop včetně tehdejší Šalamúnové předán SSSR, přestože se nejednalo o součást předválečné Země Podkarpatoruské, ale byl  součástí předválečného Slovenska. Šalamúnová patřila do tehdejšího okresu Kráľovský Chlumec. V důsledku první vídeňské arbitráže byla Šalamúnová v letech 1938 až 1945 součástí Maďarska.
Po připojení k SSSR sovětská strana v roce 1946 rozkopala československou silnici č. 553 Mukačevo - Kráľovský Chlmec, která spojovala Solomonovo s Československem (48 ° 26'07 „N 22 ° 08'17“ v.). Slovensko a Ukrajina plánují obnovit tuto silnici a otevřít nový hraniční přechod.
V roce 1975 byl v centru umístěn pamětní znak na počest sovětských vojáků, kteří padli při osvobozování obce.
V roce 1995 se změnil ukrajinský název vesnice Solomonove (ukrajinsky Соломонове) na Solomonovo (ukrajinsky Соломоново).

## Průmysl
Nachází se zde podnik „Eurocar“, oficiální výrobce automobilů značky Volkswagen Group na Ukrajině.

## Významní rodáci
- Jan Horal (1923–2011) – český válečný veterán, manažer, podnikatel, hoteliér, iniciátor kulturního života a mecenáš válečných veteránů narozený ve Stráži pri Čope

## Galerie

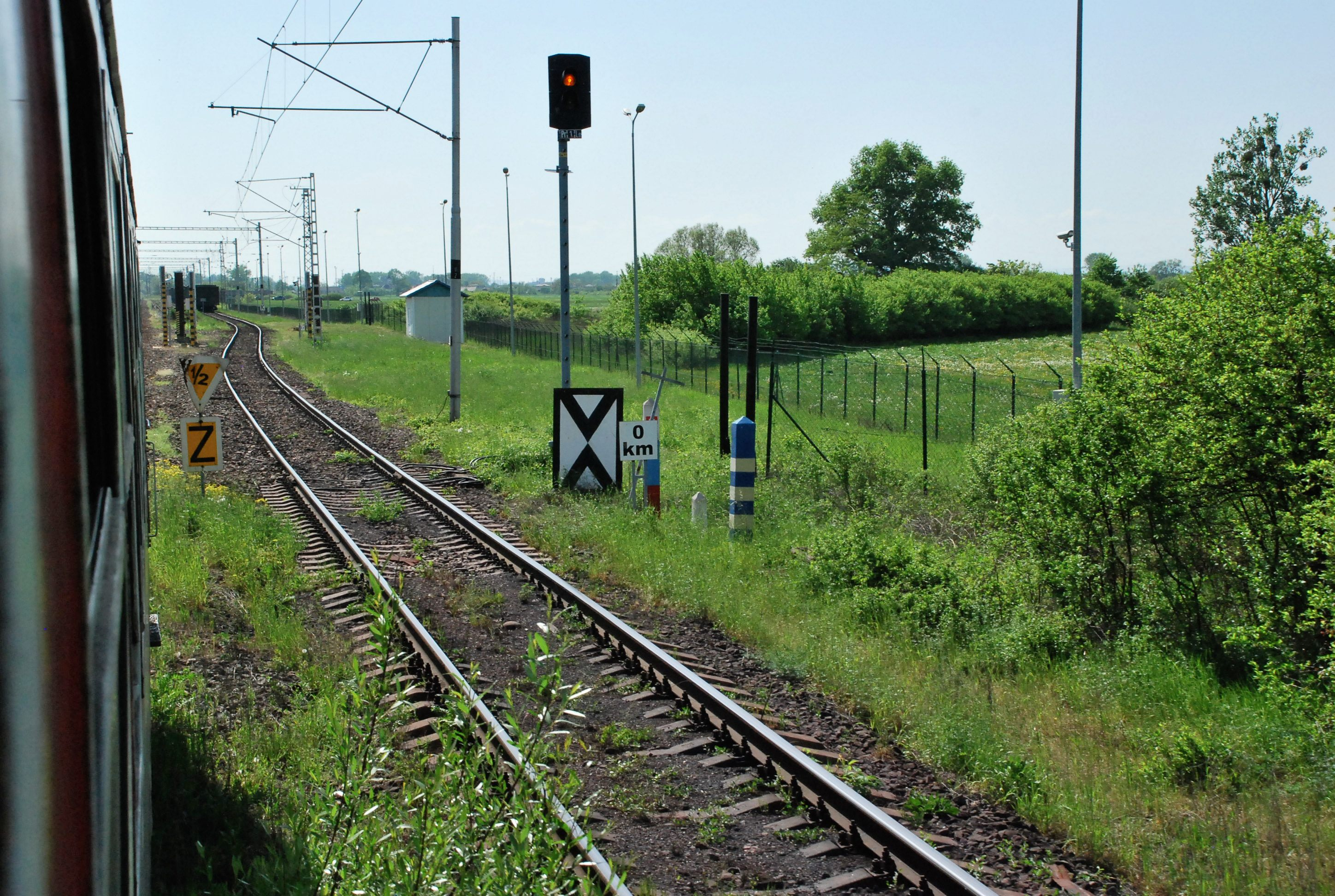
Slovensko-ukrajinská státní hranice
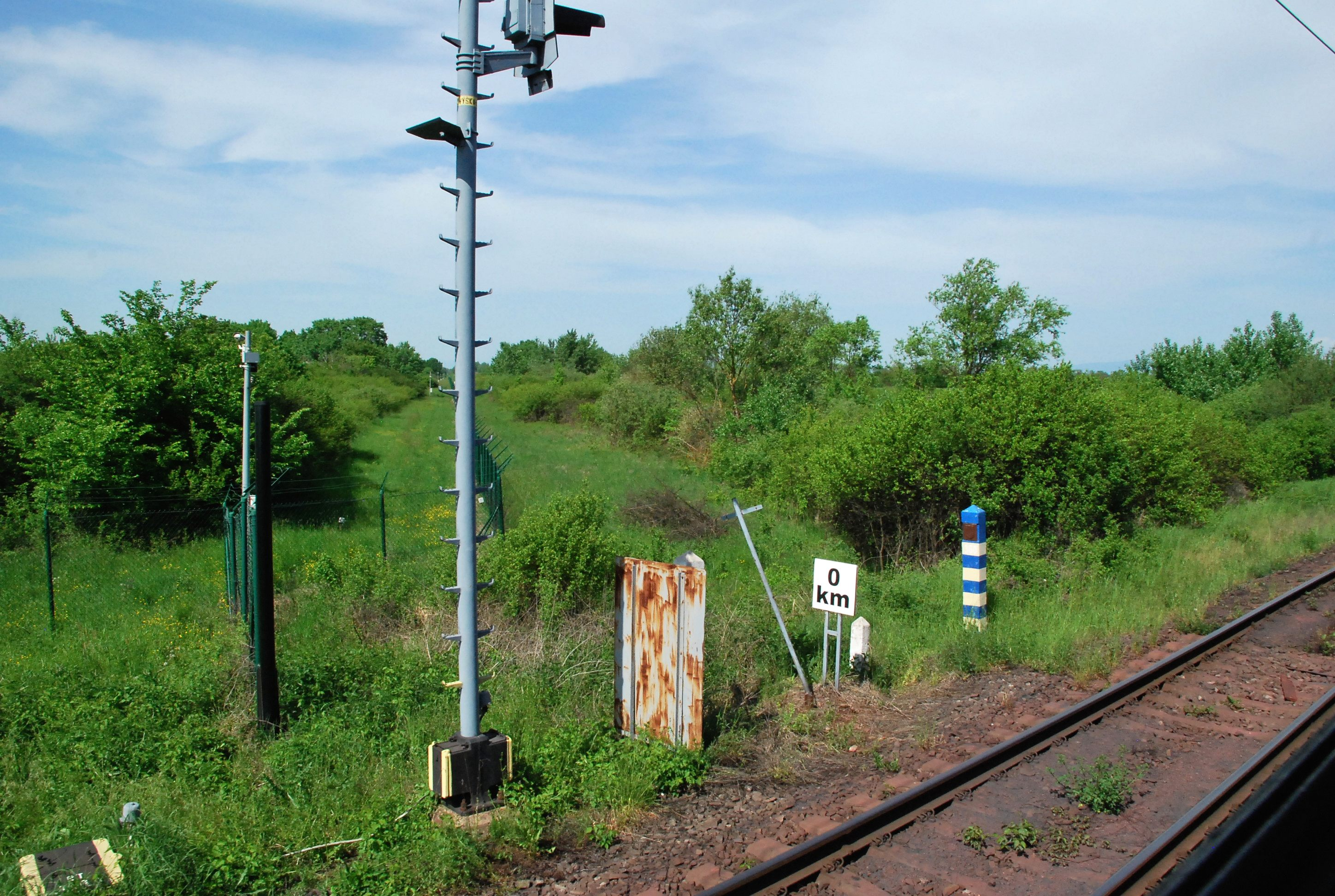
Hraniční kámen
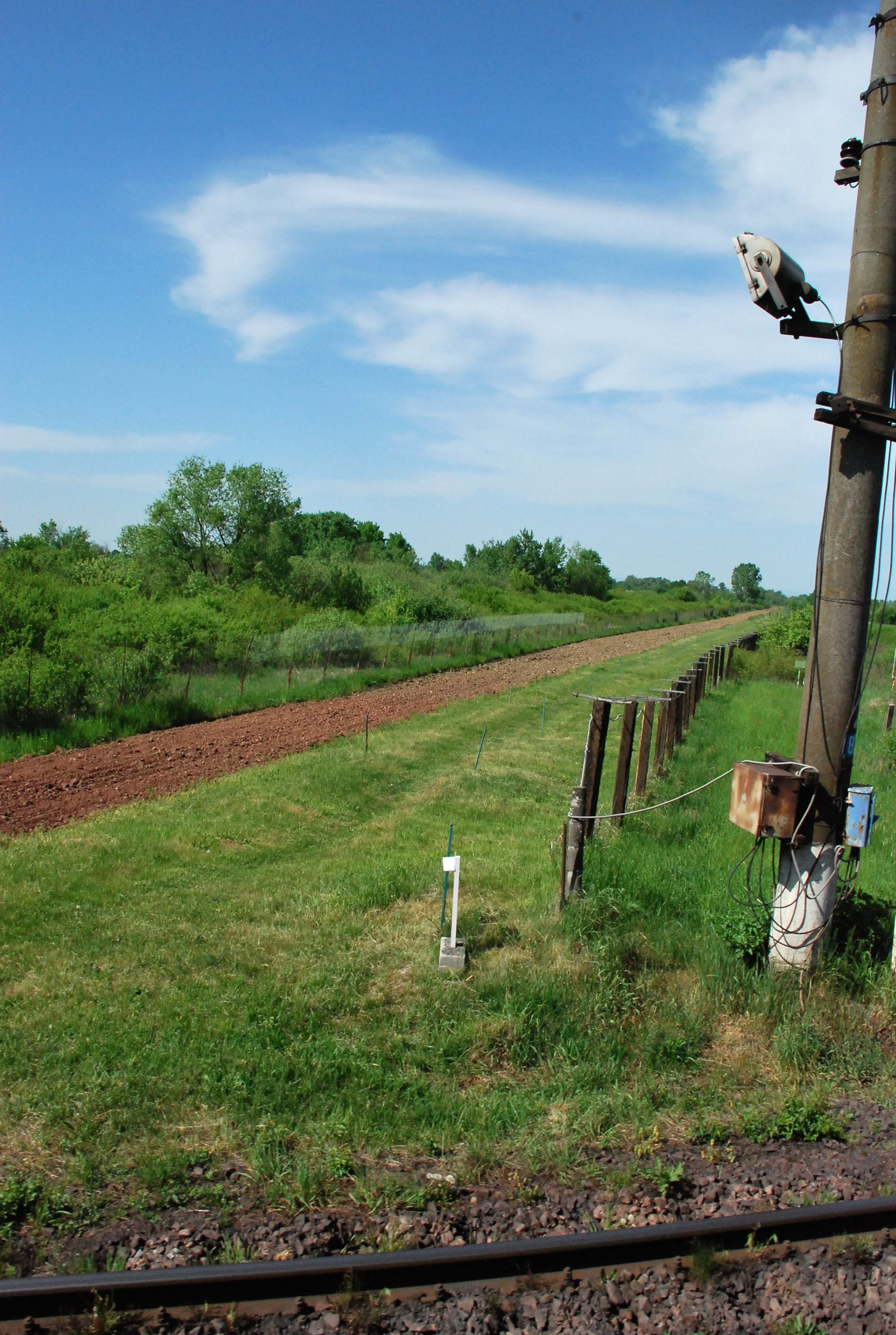
Elektrická signální stěna na hranici
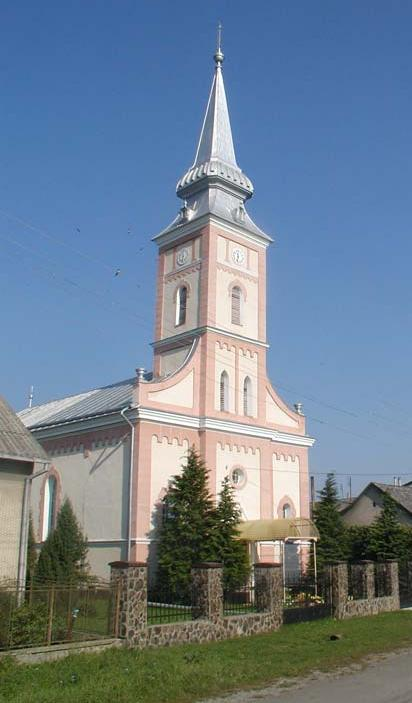
Kostel
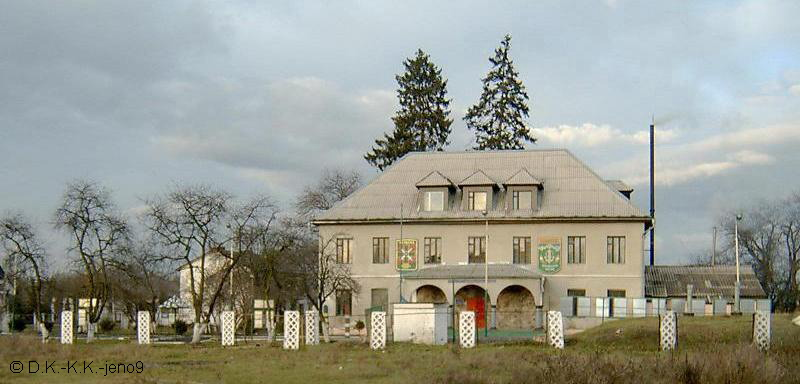
Obecní úřad
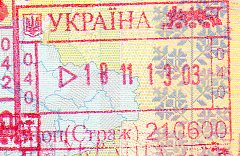
Razítko železničního přechodu Čop (Straž)

## Související článek
- Železniční trať Čop – Čierna nad Tisou ŠRT